# Jesse Moss
Jesse Moss (Vancouver, 4 de mayo de 1983) es un actor canadiense conocido por su papel de Jason Wise en Destino Final 3 y Jason McCardy en Ginger Snaps.

## Biografía
Tiene un hermano, Rory Moss, y una hermana que también es actriz, Tegan Moss.

## Filmografía
| Año       | Título                                        | Papel                          | Notas                                                          |
| --------- | --------------------------------------------- | ------------------------------ | -------------------------------------------------------------- |
| 1991      | Captain and the Zee Zone                      | Voces adicionales              | Serie de televisión                                            |
| 1993      | Relentless: Mind of a Killer                  | Chico corriendo                | Película para televisión                                       |
| 1993      | Double Dragon                                 | Voces adicionales              | 12 episodios                                                   |
| 1994      | La Cenicienta                                 | (voz)                          | Película                                                       |
| 1994      | Happy, the Littlest Bunny                     |                                | Cortometraje; rol de voz                                       |
| 1994      | The Odyssey                                   | The Fatman                     | Episodio: "Who Do You Believe?"                                |
| 1994      | The Commish                                   | Freddy                         | Episodio: "Sergeant Kelly"                                     |
| 1994      | Leo the Lion: King of the Jungle              |                                | Directo a vídeo; papel de voz                                  |
| 1994      | Incident at Deception Ridge                   | Sam Bates                      | Película de televisión                                         |
| 1994      | The Adventures of Pocahontas: Indian Princess |                                | Papel de voz                                                   |
| 1994      | Hawkeye                                       | Sombra del viento              | Episodio: "The Vision"                                         |
| 1994      | Highlander                                    | Sean                           | Episodio: "The Lamb"                                           |
| 1994-1997 | ReBoot                                        | Enzo Matrix #1 / Slimey Goober | 11 episodios; papel de voz                                     |
| 1995      | Hércules                                      |                                | Vídeo; papel de voz                                            |
| 1995      | Alicie in Wonderland                          |                                | Vídeo; papel de voz                                            |
| 1995      | Magic Gift of the Snowman                     | (voz)                          | Vídeo                                                          |
| 1995      | Heidi                                         | (voz)                          | Vídeo                                                          |
| 1995      | Curly: The Littlest Puppy                     | (voz)                          | Vídeo                                                          |
| 1995      | El libro de la selva                          | (voz)                          | Vídeo                                                          |
| 1995      | Blancanieves                                  | (voz)                          | Vídeo                                                          |
| 1995      | Black Beauty                                  | (voz)                          | Vídeo                                                          |
| 1995      | The Nutcracker                                | (voz)                          | Vídeo                                                          |
| 1995      | Caperucita Roja                               | (voz)                          | Vídeo                                                          |
| 1995      | La bella durmiente                            | (voz)                          | Vídeo                                                          |
| 1995      | Gold Diggers: The Secret of Bear Mountain     | Adam                           |                                                                |
| 1995      | Are You Afraid of the Dark?                   | Hank Williamson Jason          | Episodio: "The Tale of Train Magic" Episodio: "The Tale of C7" |
| 1995      | The Outer Limits                              | Jason Stewart                  | Episodio: "Dark Matters"                                       |
| 1996      | Prisoner of Zelda, Inc.                       | Compañero de colegio           | Telefilm                                                       |
| 1996      | Angel Flight Down                             | Travis Bagshaw                 | Telefilm                                                       |
| 1996      | El jorobado de Notre Dame                     | (voz)                          | Vídeo                                                          |
| 1996      | Two                                           | Sam                            | Episodio: "No Man's Land"                                      |
| 1996      | Billy the Cat                                 | Billy                          | (voz)                                                          |
| 1997      | Poltergeist: The Legacy                       | Peter Hoth                     | Episodio: "Mind's Eye"                                         |
| 1997      | Mummies Alive!                                | Voz adicional                  | Episodio: "Pack to the Future"                                 |
| 1997      | Honey, I Shrunk the Kids: The TV Show         | Howard                         | Episodio: "Honey, You're Living in the Past"                   |
| 1997      | The Outer Limits                              | Sean Tenzer                    | Episodio: "Feasibility Study"                                  |
| 1998      | Stories from My Childhood                     | (voz)                          | Episodio: "The Wild Swans"                                     |
| 1998      | Mummies Alive! The Legend Begins              | Voz adicional                  | Vídeo                                                          |
| 1998      | Nightmare in Big Sky Country                  | Dwain                          |                                                                |
| 1998      | Noah                                          | Levon Waters                   | Telefilm                                                       |
| 1999      | Stargate SG-1                                 | Teniente J. Hibbard            | Episodio: "Rules of Engagement"                                |
| 1999      | Cold Squad                                    | Malcolm Steeves                | Episodio: "Pretty Fly for a Dead Guy"                          |
| 2000      | The Magician's House II                       | Mark Morden                    | Cortometraje televisivo                                        |
| 2000      | Ginger Snaps                                  | Jason                          |                                                                |
| 2000      | Sole Survivor                                 | Gas Attendant                  | Telefilm                                                       |
| 2000      | Level 9                                       | Zero                           | Episodio: "The Programmer"                                     |
| 2001      | So Weird                                      | Roland Cunningham              | Episodio: "Babel"                                              |
| 2001      | Speak                                         | Chico mayor                    | Cortometraje                                                   |
| 2001      | The Outer Limits                              | Jason Stewart                  | Episodio: "Abduction"                                          |
| 2001      | Prozac Nation                                 | Sam                            |                                                                |
| 2001      | Dark Angel                                    | Bullett / X6                   | Episodio: "Bag 'Em"                                            |
| 2001      | Just Deal                                     | Kyle                           | Episodio: "School Prayer"                                      |
| 2001-2002 | Mary-Kate and Ashley in Action!               | voz                            | 4 episodios                                                    |
| 2002      | Mysterious Ways                               | Jimmy Miller                   | Episodio: "Logan Miller"                                       |
| 2002      | Due East                                      | Michael Yaeger                 | Telefilm                                                       |
| 2002      | Jeremiah                                      | Neal                           | Episodio: "The Touch"                                          |
| 2002      | Door to Door                                  | Watkins Stock Boy              | Telefilm                                                       |
| 2002      | Beyond Belief: Fact or Fiction                | Gary                           | Episodio: "The Vigil"                                          |
| 2002      | The Twilight Zone                             | Logan Agar                     | Episodio: "Evergreen"                                          |
| 2002      | John Doe                                      | Lewis Evans                    | Episodio: "Low Art"                                            |
| 2002      | The Dead Zone                                 | Scott                          | Episodio: "Enemy Mind"                                         |
| 2004      | Have You Heard? Secret Central                | Matt Mitchell                  | Vídeo                                                          |
| 2004      | Tru Calling                                   | Matt Baxter                    | Episodio: "Rear Window"                                        |
| 2004      | Zolar                                         | Dex                            | Telefilme                                                      |
| 2004      | Love on the Side                              | Dwayne                         |                                                                |
| 2005      | Missing in America                            | Robert W. Gardner              |                                                                |
| 2005      | Into the West                                 | Rider #1                       | Episodio: "Dreams and Schemes"                                 |
| 2005-2006 | Trollz                                        | Coal (voz)                     | 5 episodios                                                    |
| 2005-2006 | The Collector                                 | Ty                             | 3 episodios                                                    |
| 2006      | Final Destination 3                           | Jason Wise                     |                                                                |
| 2006      | Alice, I Think                                | Aubrey                         | Episodio: "Aubrey"                                             |
| 2006      | The Dead Zone                                 | Josh Blake                     | Episodio "Articles of Faith"                                   |
| 2006-2007 | Whistler                                      | Quinn McKaye                   | 26 episodios                                                   |
| 2007      | Partition                                     | Andrew Stilwell                |                                                                |
| 2007      | Crossroads: A Story of Forgiveness            | Derek                          | Telefilm                                                       |
| 2007      | Witness to Murder                             | Jordan Bates                   | Telefilm                                                       |
| 2008      | Mom, Dad and Her                              | Zach                           | Telefilm                                                       |
| 2008      | The Andromeda Strain                          | Jeff Megan                     | Episodio: "1.1"                                                |
| 2008      | Free Style                                    | Justin Maynard                 |                                                                |
| 2009      | The Uninvited                                 | Matthew Hendricks              |                                                                |
| 2009      | Wild Cherry                                   | Brad 'Skeets' Skeetowski       |                                                                |
| 2009      | Spectacular!                                  | Nils                           | Telefilm                                                       |
| 2010      | Tucker & Dale vs Evil                         | Chad                           |                                                                |
| 2010      | Dear Mr. Gacy                                 | Jason Moss                     |                                                                |
| 2010      | Merlin and the Book of Beasts                 | Lysanor                        | Telefilm                                                       |
| 2010      | Bond of Silence                               | Aaron                          | Telefilm                                                       |
| 2011      | Iron Invader                                  | Max                            | Telefilm                                                       |
| 2011      | Seeds of Destruction / The Terror Beneath     | Joe                            | Telefilm                                                       |
| 2011      | The Big Year                                  | Darren                         | Telefilme                                                      |
| 2012      | Seattle Superstorm                            | Hudson                         | Telefilm                                                       |
| 2012      | Continuum                                     | Shane Mathers                  | 1 episodio                                                     |
| 2012      | Duke                                          | Matt                           | Telefilm                                                       |
| 2013      | She Made Them Do It                           | McCorkle                       | Telefilm                                                       |
| 2013      | 13 Eerie                                      | Patrick                        |                                                                |
| 2013      | Stalkers                                      | Brian                          | Telefilm                                                       |
| 2013      | Vikingdom                                     | Frey                           |                                                                |
| 2014      | Extraterrestrial                              | Seth                           |                                                                |